# Межамериканский договор о взаимной помощи
Межамериканский договор о взаимной помощи (Пакт Рио-де-Жанейро 1947 года), широко известный как «Пакт Рио» — соглашение, подписанное в Рио-де-Жанейро большинством американских стран в 1947 году.
Главный принцип этого договора заключался в том, что нападение на любую страну-участницу договора, будет означать нападение на все страны-участники договора. Таким образом этот договор является договором о взаимной обороне. Несмотря на то, что договор был открыт для подписания в 1947 году, последнее государство подписало и ратифицировало его лишь в 1982 году. Этим государством стали Багамские острова.
Страной-хранительницей Межамериканского договора о взаимной помощи является Бразилия, организацией-депозитарием для организационно-технических нужд — Организация американских государств (ОАГ).

## История
Договор был принят и утверждён подписями всех сторон 2 сентября 1947 года в Рио-де-Жанейро. Но вступил в силу он только 3 декабря 1948 года, а 10 декабря 1948 года договор был зарегистрирован в ООН. Это своеобразное усовершенствование Чапультепекской декларации, подписанного на межамериканской конференции в 1945 году в Мехико. США поддерживали политику континентальной обороны по доктрине Монро.
За исключением Тринидада и Тобаго в 1967 году и Багам в 1982 году, ни одна независимая страна не присоединилась к договору после 1947 года.
В 2002 году, перед вторжением США в Ирак, Мексика, ссылаясь на поведение Соединенных Штатов в ходе аргентино-британского конфликта за Мальвинские (Фолклендские) острова в 1982 г. (Вашингтон поддержал Великобританию), вышла из Межамериканского договора о взаимной помощи.
5 июня 2012 года министры иностранных дел Боливии, Венесуэлы, Никарагуа и Эквадора, выступая на 42-й Генеральной Ассамблее ОАГ от имени Боливарианского альянса народов Америки (АЛБА), заявили о выходе из Межамериканского договора о взаимной помощи. Боливия, Куба, Никарагуа и Эквадор вышли из договора в 2012 году, Венесуэла — в 2013 году.
В июне 2019 года парламент Венесуэлы, возглавляемый оппозицией президенту Мадуро, обратился с просьбой восстановить членство Венесуэлы в Межамериканском договоре о взаимной помощи.

## Страны-участники
- Аргентина
- Багамские Острова
- Бразилия
- Гаити
- Гватемала
- Гондурас
- Доминиканская Республика
- Колумбия
- Коста-Рика
- Панама
- Парагвай
- Перу
- Сальвадор
- США
- Тринидад и Тобаго
- Уругвай
- Чили